# LaDonna Smith

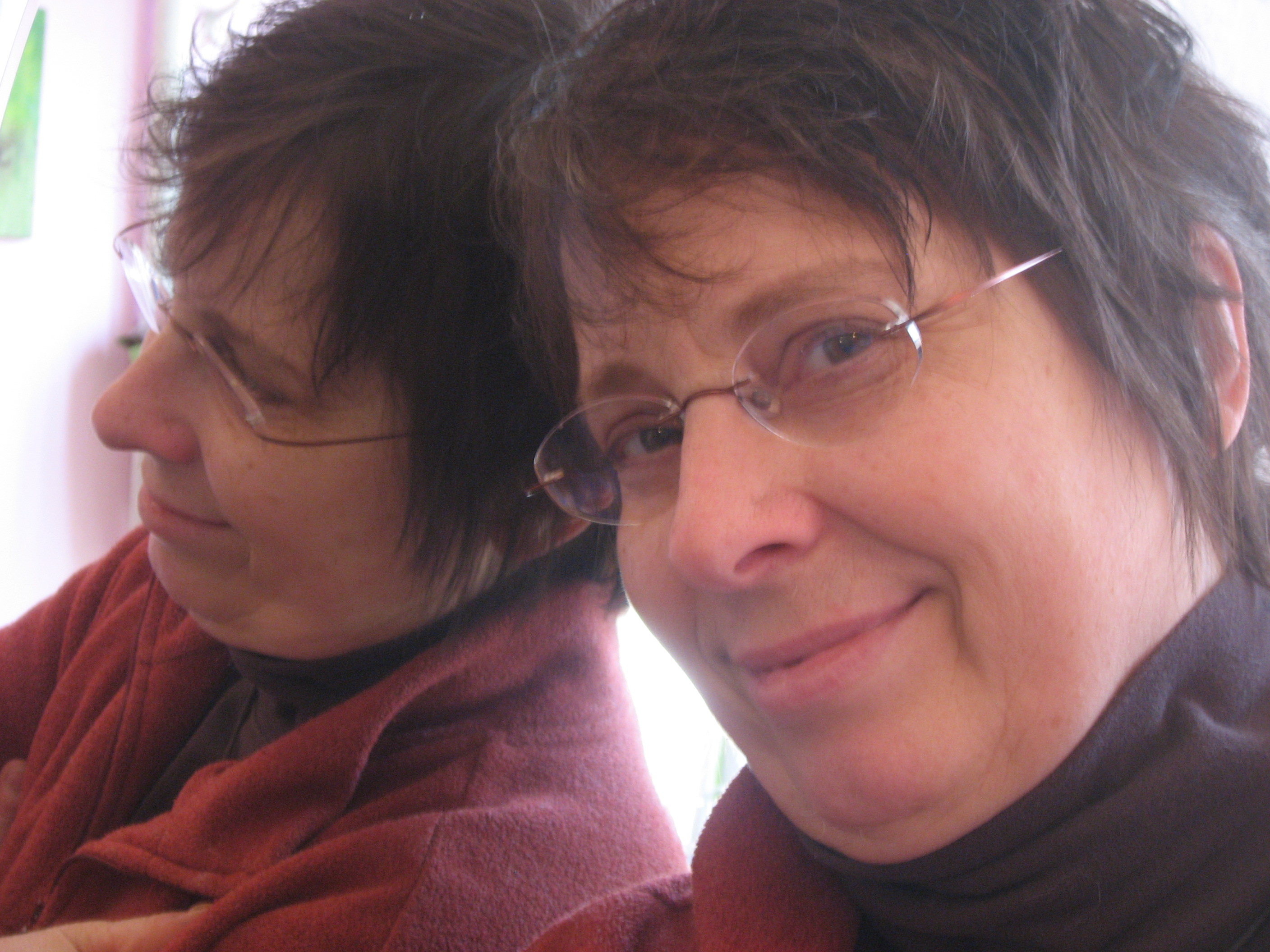
LaDonna Smith (2010)

LaDonna Smith (* 2. März 1951) ist eine US-amerikanische Musikerin der Freien Improvisationsmusik. Sie spielt Violine, Bratsche und Klavier.

## Wirken
Smith studierte klassische Musik und lebt in Birmingham (Alabama), wo sie auch unterrichtete. Sie gründete mit dem Gitarristen Davey Williams 1974 das Trans Duo, gründete 1976 ein Label TransMuseq mit Williams und war einer der Herausgeber der Zeitschrift The Improvisor (ab 1981), dessen Herausgeberin sie ist. Sie veröffentlichte viele Aufnahmen auf ihrem Label, tourte in Europa und bis Russland, China und Japan mit Williams. LaDonna Smith organisiert das Birmingham Improv Festival in Birmingham.
Smith spielte mit vielen Improvisationsmusikern wie Peter Brötzmann, Anne LeBaron, Derek Bailey, Eugene Chadbourne, Andrea Centazzo, John Zorn und dem russischen Gitarristen Misha Feigin. 2020 wurde sie gemeinsam mit anderen Musikern mit dem Instant Award in Improvised Music ausgezeichnet.
Smith ist auch Bildende Künstlerin (Zeichnungen, Keramik).

## Diskographische Hinweise
- Eugene Chadbourne & LaDonna Smith 2000 Statues (Parachute, 1978)
- Günter Christmann, Torsten Müller, LaDonna Smith, Davey Williams White Earth Streak  (Unheard Music,  1981–83)
- LaDonna Smith, David Sait, Glen Hall, Gino Robair Time Delayed Free Improvisations (aPPRISe, 2009)
- Ladonna Smith & Michael Evans: Deviant Shakti (2009)